# Liste der Bodendenkmale in Tostedt
In der Liste der Bodendenkmale in Tostedt sind alle Bodendenkmale der niedersächsischen Gemeinde Tostedt aufgelistet. Die Quelle ist der Denkmalatlas Niedersachsen. Der Stand der Liste ist der 30. Oktober 2024.

Tostedt im Landkreis Harburg

In den Spalten finden sich folgende Informationen des Bodendenkmales:
Lagegeographische Koordinaten
BezeichnungBezeichnung lt. Denkmalatlas
BeschreibungBeschreibung lt. Denkmalatlas
IDObjekt-ID
BildBild, ggf. zusätzlich mit Link zu weiteren Fotos im Medienarchiv Wikimedia Commons.

## Todtglüsingen
| Lage                        | Bezeichnung                                   | Beschreibung | ID       | Bild |
| --------------------------- | --------------------------------------------- | --- | -------- | ---- |
| 53° 16′ 57″ N, 9° 45′ 51″ O | Todtglüsingen 2, Grabhügel                    | Kräftig gewölbt mit deutlich abgesetztem Rand. Von Norden und Süden Angrabungen zwecks Bodenentnahme. Durchmesser 12 m, erhaltene Höhe 1,1 m. | 28962214 | BW   |
| 53° 16′ 59″ N, 9° 45′ 46″ O | Todtglüsingen 4, Grabhügel                    | Letzter Rest. Seitlich ringsum abgegraben, die freien Partien zum Garten steil abgegraben und mit Stützmauern versehen. Auf der stark abgeflachten Erhebung Terrasse mit Schutzwänden. Als Grabhügel nicht mehr erkennbar.                            | 28952734 | BW   |
| 53° 16′ 57″ N, 9° 45′ 48″ O | Todtglüsingen 5, Grabhügel                    | Flach mit sanft ansteigendem Rand. Oben durch Zerwühlung flach. Eine ältere Eingrabung von etwa 3 × 2,5 m stört die Westseite, der Nordostrand durch Straßengraben geschnitten. Durchmesser 12 m, erhaltene Höhe 0,8 m.                               | 28962215 | BW   |
| 53° 17′ 0″ N, 9° 45′ 44″ O  | Todtglüsingen 8, Grabhügel                    | Rest eines Grabhügels, Durchmesser etwa 8 Meter und Höhe ca. 4 Meter, im Norden und Westen für Zaun abgegraben, im Osten am Fuß eine Klärgrube. | 28962217 | BW   |
| 53° 17′ 8″ N, 9° 45′ 22″ O  | Todtglüsingen 11, Grabhügel                   | Gleichmäßig gewölbt, etwas zerwühlt durch Tierbaue. Durchmesser 16 m, erhaltene Höhe 1,3 m. | 28962102 | BW   |
| 53° 17′ 8″ N, 9° 45′ 21″ O  | Todtglüsingen 12, Grabhügel                   | Groß, flach. Im Osten grenzt er an einen modernen Wall. Durchmesser 15 m, erhaltene Höhe 0,8 m. | 28962219 | BW   |
| 53° 17′ 0″ N, 9° 45′ 46″ O  | Todtglüsingen 15, Grabhügel                   | Rund, An W-Seite zu etwa 1/3 abgetragen, Zaun läuft über den Hügel. Durchmesser 10 m, erhaltene Höhe 0,7 m. | 28962220 | BW   |
| 53° 18′ 4″ N, 9° 43′ 59″ O  | Todtglüsingen 23, Grabhügel                   | Mäßig gewölbt mit deutlich abgesetztem Rand, oben abgeflacht. Eine ältere Eingrabung stört die Mitte. Durchmesser 12 m, erhaltene Höhe 1 m. | 28962353 | BW   |
| 53° 18′ 5″ N, 9° 43′ 58″ O  | Todtglüsingen 24, Grabhügel                   | Mäßig gewölbt, oben abgeflacht; mit deutlich abgesetztem Rand. Durchmesser 15 m, erhaltene Höhe 1,2 m. | 28962354 | BW   |
| 53° 18′ 4″ N, 9° 43′ 57″ O  | Todtglüsingen 25, Grabhügel                   | Sehr flach mit deutlich abgesetztem Rand. Etwas zerwühlt durch Tierbaue. Durchmesser 9 m, erhaltene Höhe 0,5 m. | 28962355 | BW   |
| 53° 18′ 4″ N, 9° 43′ 56″ O  | Todtglüsingen 26, Grabhügel                   | Flach mit deutlich abgesetztem Rand. Zentral eine ältere Eingrabung sowie leichte Störungen durch Tierbaue. Durchmesser 10 m, erhaltene Höhe 0,7 m.                                                                                                   | 28962356 | BW   |
| 53° 18′ 4″ N, 9° 43′ 57″ O  | Todtglüsingen 27, Grabhügel                   | Sehr stark zerwühlt mit zwei großen Eingrabungen von ca. 2 × 2 m und 3 × 3 m, die größere liegt an der Westseite. Durchmesser 12 m, erhaltene Höhe 0,8 m.                                                                                             | 28962357 | BW   |
| 53° 17′ 53″ N, 9° 44′ 38″ O | Todtglüsingen 29, Grabhügel                   | Sehr steiler Hügel mit verflachter Kuppe. Durchmesser 8 m, erhaltene Höhe 1,2 m. Nördlich verlaufen Nordost-Südwest orientierte historische Wegspuren, sodass auch eine neuzeitliche Datierung denkbar ist. (Napoleonischer Postenhügel nach Thieme). | 28962358 | BW   |
| 53° 17′ 31″ N, 9° 47′ 52″ O | Todtglüsingen 36, Grabhügel                   | Kräftig gewölbt, Rand deutlich abgesetzt. Zentral eine große alte Eingrabung. Durchmesser 15 m, erhaltene Höhe 1,4 m. | 28962359 | BW   |
| 53° 17′ 32″ N, 9° 47′ 48″ O | Todtglüsingen 37, Grabhügel                   | Wuchtig mit deutlich abgesetztem Rand. Zentral eine alte große Eingrabung. Durchmesser 17 m, erhaltene Höhe 1,6 m. | 28962360 | BW   |
| 53° 17′ 32″ N, 9° 47′ 50″ O | Todtglüsingen 38, Grabhügel                   | Wuchtig mit deutlich abgesetztem Rand. Zentral alte, große Eingrabung, eine runde Eingrabung an Nordseite. Durchmesser 15 m, erhaltene Höhe 1,4 m. | 28962361 | BW   |
| 53° 17′ 32″ N, 9° 47′ 46″ O | Todtglüsingen 39, Grabhügel                   | Sehr stark zerwühlt mit unscharf abgrenzbaren Rand. In der Mitte eine tiefe Eingrabung von 3 × 3 m und mehrere flache Eingrabungen rundum. Direkt westlich tiefer Hohlweg. Durchmesser 12,5 m, erhaltene Höhe 0,7 m.                                  | 28962362 | BW   |
| 53° 16′ 55″ N, 9° 49′ 25″ O | Todtglüsingen 40, Grabhügel Französischer Hau | Sehr flach, Rand deutlich erkennbar. Durchmesser 11 m, erhaltene Höhe 0,5 m. | 28962363 | BW   |
| 53° 17′ 6″ N, 9° 45′ 26″ O  | Todtglüsingen 42, Grabhügel                   | Stark zerwühlt mit zwei großen Eingrabungen im Zentrum. Durchmesser 15 m, erhaltene Höhe 0,8 m. | 28962364 | BW   |

## Tostedt
| Lage                        | Bezeichnung           | Beschreibung | ID       | Bild |
| --------------------------- | --------------------- | --- | -------- | ---- |
| 53° 18′ 37″ N, 9° 40′ 56″ O | Tostedt 8, Grabhügel  | Groß, flach, Rand deutlich abgesetzt, Mitte etwas eingesunken. Störungen durch Forststreifenpflug und Kaninchenbaue. Dm. 14 m, erhaltene Höhe 0,6 m. | 28962459 | BW   |
| 53° 18′ 37″ N, 9° 40′ 58″ O | Tostedt 9, Grabhügel  | Groß, flach, Mitte etwas eingesunken und Tierbaue stören die Oberfläche. Mit Forststreifenpflug überpflügt. Durchmesser 14 m, erhaltene Höhe 0,8 m. | 28962461 | BW   |
| 53° 18′ 11″ N, 9° 43′ 53″ O | Tostedt 10, Grabhügel | Sehr flach mit verwaschenem Rand. Nordhälfte abgepflügt. Ehemaliger Durchmesser 15 m, erhaltene Höhe 0,8 m. Im Süden ein vorgelagerter Wall und Graben erhalten, die je 2 m breit sind. Vermutlich handelt es sich um eine alte Rechtsgrenze zwischen den adeligen Gerichten in Tostedt und Bötersheim. | 28962462 | BW   |
| 53° 18′ 14″ N, 9° 44′ 1″ O  | Tostedt 11, Grabhügel | Flach mit unscharf abgrenzbarem Rand. Nördliche Drittel liegt in Ackerland und wurde abgetragen. Ehemals 15 m Durchmesser und 0,7 m hoch erhalten. | 28962463 | BW   |
| 53° 18′ 30″ N, 9° 40′ 23″ O | Tostedt 58, Grabhügel | Beschädigt, klein mit verwühlter Oberfläche. 6 m Durchmesser und Höhe 0,4 m erhalten. Aufgrund seiner Größe sicherlich in der frühen Eisenzeit aufgehäuft worden. | 28984548 | BW   |